# 川瀬翔矢
川瀬 翔矢（かわせ しょうや、1998年7月19日 - ）は、日本の陸上競技選手、長距離走。皇學館大学卒業。Honda→NTN所属。
2020年11月1日開催の第52回全日本大学駅伝対校選手権大会では第2区を担当、区間賞を獲得し皇學館大を総合21位→4位へ順位を上げる好走を見せていた（当回の皇學館大の総合成績は第17位）。
また、この大会、東海勢の日本人選手としては39年ぶりに区間賞を獲得した。

## 大学駅伝戦績
| 学年               | 出雲駅伝                     | 全日本大学駅伝               |
| ------------------ | ---------------------------- | ---------------------------- |
| 1年生 （2017年度） | 第29回 ― - ― 出走なし        | 第49回 1区-区間10位 44分35秒 |
| 2年生 （2018年度） | 第30回 1区-区間13位 24分30秒 | 第50回 ― - ― 出走なし        |
| 3年生 （2019年度） | 第31回 2区-区間7位 16分39秒  | 第51回 2区-区間11位 32分04秒 |
| 4年生 (2020年度)   | 第32回 （開催中止）          | 第52回 2区-区間賞 31分24秒   |

## 自己記録
- 5000m - 13分28秒70 (2020年12月4日:日本陸上競技選手権)
- 10000m- 27分55秒97 (2022年12月3日:第302回 日本体育大学長距離競技会)
- ハーフマラソン- 1時間01分14秒 (2025年2月9日:全日本実業団ハーフマラソン)[3]